# Unión Atlético Maracaibo
Maillots
L'Unión Atlético Maracaibo est un club de football vénézuélien basé à Maracaibo.

## Palmarès
- Championnat du Venezuela (1)
  - Champion : 2005

- Coupe du Venezuela
  - Finaliste : 2007